# Invitrogen
Die Invitrogen AG (früheres Symbol der NASDAQ: IVGN) war ein großes US-amerikanisches, international tätiges Biotechnologie-Unternehmen mit Sitz in Carlsbad, Kalifornien, USA. Im November 2008 fusionierte Invitrogen mit Applied Biosystems zu Life Technologies. Life Technologies wurde 2014 vom Konzern Thermo Fisher Scientific übernommen.

## Geschichte
Invitrogen wurde 1987 von Lyle Turner, Joe Fernandez und Willian McConnell gegründet, die ihr Unternehmen 1989 als Aktiengesellschaft eintragen ließen.
Die Firma feierte ihre ersten Erfolge mit Sets für molekulares Klonieren, insbesondere mit dem Produkt „The Librarian“ (für die Herstellung von cDNA-Bibliotheken) und „FastTrack Kit“ (für die mRNA-Isolation aus biologischen Proben).
1998 erreichte die Firma einen Umsatzerlös in Höhe von 33 Millionen US-Dollar und ging 1999 an die Börse. In der Folge wurde Novatech übernommen, ein führendes Unternehmen für die Charakterisierung von klonierten Proteinen. Es folgte der Kauf von ResGen, einem Spezialisten für Genomforschung und synthetischer DNA-Chemie.
Das Geschäftsfeld wurde im Jahre 2000 erheblich erweitert, als Invitrogen die konkurrierende Firma Life Technologies/GIBCO erwarb. Durch zahlreiche weitere Fusionen und Aufkäufe (u. a. Molecular Probes, Panvera und BioSource) verbreiterte die Firma ihre Kundenbasis und stärkte ihr Portfolio an geistigem Eigentum (Patente).
Durch die Firmenfusion mit Applied Biosystems, einem Hersteller von DNA-Sequenzier- und PCR-Maschinen, konnte Invitrogen seine Größe verdoppeln. Trotz der Umbenennung des Unternehmens in Life Technologies wurden die Marken Invitrogen, Gibco und Applied Biosystems weiterhin im Verkauf verwendet. Am 3. Februar 2014 gab der Konzern Thermo Fisher Scientific die Übernahme von Life Technologies für etwa 13,6 Milliarden Dollar bekannt. Auch danach blieben viele bekannte Namen wie Gibco, Invitrogen, Ambion und Pierce, die ehemals für eigenständige Firmen standen, für einzelne Produktlinien erhalten.

## Produkte und Technologien

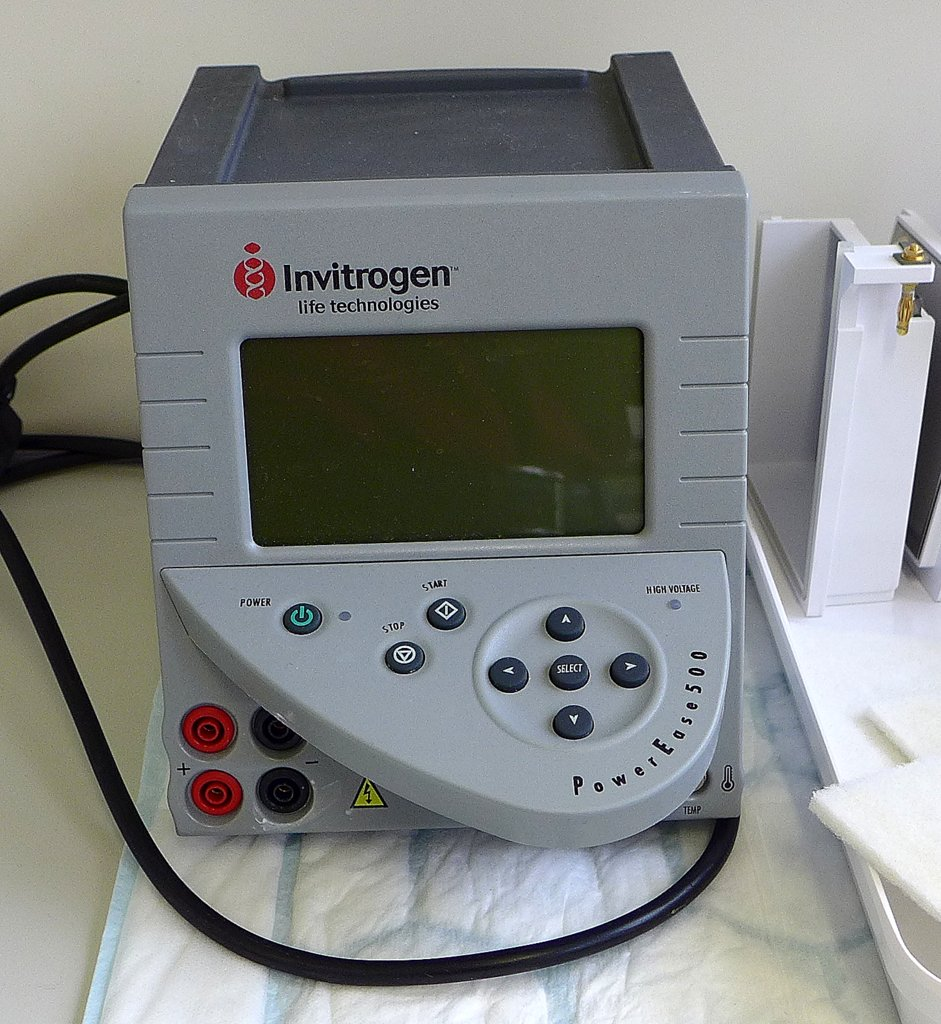
Speziell für Gelelektrophorese entwickeltes Labornetzteil.

- Dynabeads, magnetische Trennungsverfahren
- Reverse Transkriptase wie die SuperScript
- Thermostabile DNA-Polymerasen wie die Platinum TAQ
- TOPO-Klonierung
- Fluoreszenzfarbstoffe wie Quantum-Dot-Nanokristalle, AlexaFluor, SYBR